# Регламент про запобігання та протидію сексуальному насильству над дітьми
Регла́мент про запобіга́ння та протиді́ю сексуа́льному наси́льству над ді́тьми (CSAR) — проєкт нормативно-правового акту Європейського Союзу, запропонований єврокомісаркою із внутрішніх справ Ілвою Йоганссон 11 травня 2022 року. Заявленою метою законодавства є запобігання сексуальному насильству над дітьми в Інтернеті шляхом реалізації низки заходів, включаючи створення рамок, які дозволять виявити та повідомити про матеріали сексуального насильства над дітьми (CSAM) цифровими платформами – відомий своїми критиками як контроль чату – юридична вимога в межах Європейського Союзу.

## Передумови
Директива про електронну конфіденційність – це директива ЄС щодо цифрової конфіденційності. У 2021 році ЄС прийняв тимчасовий відступ від нього – критики назвали Chat Control 1.0 – що дозволило постачальникам електронної пошти та зв’язку шукати повідомлення на наявність сексуального сексуального насильства. Це не було обов’язковим і не впливало на повідомлення з наскрізним шифруванням. Мета CSAR – яку критики називають Chat Control 2.0 – зробити обов’язковим для постачальників послуг сканування повідомлень на наявність CSAM і обійти наскрізне шифрування.

## Підтримка пропозиції
Серед прихильників регламенту – десятки агітаційних груп, активістів і депутатів Європарламенту, а також департаменти Європейської комісії та Європейського парламенту. Серед противників є організації громадянського суспільства та активісти захисту приватного життя.
Генеральний директорат Європейської комісії з питань міграції та внутрішніх справ стверджує, що добровільних дій постачальників онлайн-послуг для виявлення сексуального насильства над дітьми в Інтернеті недостатньо. Вони підкреслюють, що деякі постачальники послуг менше залучені до боротьби з таким зловживанням, що призводить до прогалин, де зловживання можуть залишатися непоміченими. Крім того, вони наголошують, що компанії можуть змінити свою політику, що ускладнить органам влади запобігання та ефективну боротьбу з сексуальним насильством над дітьми. Наразі ЄС покладається на інші країни, насамперед на Сполучені Штати, щоб почати розслідування зловживань, що відбуваються в ЄС, що призводить до затримок і неефективності.
Декілька органів ЄС стверджують, що створення централізованої організації, Центру ЄС із сексуального насильства над дітьми, створить єдину точку контакту для отримання повідомлень про сексуальне насильство над дітьми. Стверджується, що така централізація спростить процес, усунувши необхідність надсилати звіти кільком організаціям, і дасть змогу ефективніше розподіляти ресурси для розслідування та реагування.
Прихильники також наголошують на необхідності підвищення прозорості процесу пошуку, повідомлення та видалення онлайн-матеріалів сексуального насильства над дітьми. Вони стверджують, що наразі існує обмежений нагляд за добровільними зусиллями в цьому відношенні. Центр ЄС збирав би дані для звітів про прозорість, надавав чітку інформацію про використання інструментів і підтримував аудит даних і процесів. Це спрямовано на запобігання ненавмисному видаленню законного вмісту та вирішення проблем щодо можливого зловживання або неправильного використання інструментів пошуку.
Ще одним аспектом, який підкреслюють прихильники, є необхідність покращення співпраці між провайдерами онлайн-послуг, організаціями громадянського суспільства та державними органами. Центр ЄС передбачається як фасилітатор, що підвищує ефективність комунікації між постачальниками послуг та країнами ЄС. Мінімізуючи ризик витоку даних, Центр прагне забезпечити безпечний обмін конфіденційною інформацією. Ця співпраця має вирішальне значення для обміну передовим досвідом, інформацією та дослідженнями між різними країнами, тим самим зміцнюючи зусилля з профілактики та підтримки жертв.

## Критика пропозиції
Групи, які виступають проти цієї пропозиції, часто підкреслюють, що вона запровадить обов’язковий контроль чатів для всіх цифрових приватних комунікацій, і тому зазвичай посилаються на запропоноване законодавство під назвою «Контроль чатів». Організації громадянського суспільства та активісти стверджували, що ця пропозиція несумісна з основними правами та порушує право на приватне життя. Крім того, цю пропозицію розкритикували як технічно нездійсненну. В Ірландії лише 20,3% повідомлень, отриманих ірландською поліцією, виявилися справжніми матеріалами експлуатації. Зокрема, із загальної кількості отриманих 4192 звітів 471, тобто понад 10%, були хибнопозитивними.
Європейський парламент замовив додаткову оцінку впливу запропонованого регламенту, який був представлений у Комітеті з громадянських свобод, юстиції та внутрішніх справ.  У дослідженні Європейського парламенту пропозиція Комісії різко критикувалась. Згідно з дослідженням парламенту, наразі не існує жодних технологічних рішень, які могли б виявляти матеріали сексуального насильства над дітьми без високого рівня помилок, які вплинули б на всі повідомлення, файли та дані на певній платформі. Крім того, дослідження Європейського парламенту прийшло до висновку, що ця пропозиція підірве наскрізне шифрування та безпеку цифрових комунікацій. Нарешті, у дослідженні підкреслюється, що запропоноване регулювання змусить підлітків «почуватися некомфортно, коли зображення, опубліковані за згодою, можуть класифікуватися як образа сексуального насильства».
Юридична служба Ради Європейського Союзу також розкритикувала вплив пропозиції Комісії на право на приватність. Правовий висновок Ради підкреслює, що перевірка міжособистісних комунікацій усіх громадян впливає на фундаментальне право на повагу до приватного життя, а також право на захист персональних даних. Правові експерти Ради також посилалися на судову практику Суду ЄС, який виключив загальне зберігання даних.
Європейський інспектор із захисту даних (EDPS) разом із Європейською радою із захисту даних (EDPB) заявили у спільній думці, що «Пропозиція може стати основою для де-факто узагальненого та невибіркового сканування вмісту практично всіх типів електронних комунікацій», що може негативно вплинути на поширення легального вмісту.
У березні 2023 року представлено переглянуту версію пропозиції, яка, як зазначив Комітет у справах цифрових технологій Німеччини, викликала сильну опозицію з боку кількох груп. Нова схема під назвою «Chat Control 2.0» передбачає реалізацію сканування зашифрованих повідомлень. У квітні 2023 року Європарламент підтвердив, що отримав повідомлення із закликом проголосувати проти пропозиції Європейської комісії щодо контролю за чатами. Громадяни висловили занепокоєння, що нове законодавство порушить права на захист даних і конфіденційність.
Комісарку ЄС Ілву Йоганссон сильно критикували щодо процесу розробки та просування пропозиції. Транснаціональне розслідування європейських ЗМІ виявило тісну участь іноземних технологічних і правоохоронних лобістів у підготовці пропозиції. Це також було підкреслено організаціями цифрових прав, з якими Йоганссон тричі відмовилася зустрічатися. Комісарку Йоганссон також критикували за використання методів мікротаргетування для просування свого суперечливого проєкту пропозиції, який порушував правила ЄС щодо захисту даних і конфіденційности.

## Законодавчий процес
14 листопада 2023 року Комітет Європейського парламенту з громадянських свобод, правосуддя та внутрішніх справ (LIBE) проголосував за скасування невиборчого контролю чатів та дозвіл цілеспрямованого спостереження за конкретними особами та групами, які викликають обґрунтовані підозри. Крім того, члени Європейського Парламенту проголосували за захист зашифрованих повідомлень.
У лютому 2024 року Європейський суд з прав людини постановив у непов’язаній справі, що вимога наскрізного шифрування зі зниженим рівнем якості «не може вважатися необхідною в демократичному суспільстві». Це підкреслило рішення Європейського парламенту захистити зашифровані комунікації.
У травні 2024 року Патрік Бреєр повідомив, що знову робляться кроки щодо відновлення невиборчого сканування повідомлень у законодавстві під назвою «модерація завантажень».
21 червня стало відомо, що голосування щодо законопроєкту було тимчасово відкликане Радою ЄС, що, як вважають, стало результатом опору критиків пропозиції, включаючи постачальників програмного забезпечення.